# Algorytm sumacyjny Kahana
Algorytm sumacyjny Kahana (zwany także algorytmem sumowania z poprawkami) – algorytm minimalizujący błędy powstałe przy dodawaniu ciągu liczb zmiennopozycyjnych o skończonej precyzji.
Algorytm w pseudokodzie:
```
function
 kahanSum(input, n)
    
var
 sum = input[1]
    
var
 c = 0.0             //Poprawka zawierająca utracone niskie bity.
    
for
 i = 2 
to
 n
        y = input[i] - c
        t = sum + y               //Sum jest względnie duże w porównaniu z y co powoduje utratę bitów mniej znaczących liczby y.
        c = (t - sum) - y         //(t - sum) odzyskuje wyższe bity y; odjęcie y odzyskuje -(niższe bity y)
        sum = t                   
    
next
 i                  //W następnej iteracji utracone niższe bity zostaną dodane do y
    
return
 sum
```